# Pseudotalopia
Pseudotalopia là một chi ốc biển, là động vật thân mềm chân bụng sống ở biển trong họ Trochidae, họ ốc đụn.

## Các loài
Các loài trong chi Pseudotalopia gồm có:
- Pseudotalopia fernandrikae Vilvens, 2005[2]